# تراکس‌ویل (پنسیلوانیا)
تراکس‌ویل، پنسیلوانیا (به انگلیسی: Trucksville, Pennsylvania) یک منطقهٔ مسکونی در ایالات متحده آمریکا است که در پنسیلوانیا واقع شده‌است.

## خصوصیات
تراکس‌ویل ۴٫۵ کیلومترمربع مساحت و ۲٬۱۵۲ نفر جمعیت دارد.